# Pływanie artystyczne na Mistrzostwach Świata w Pływaniu 2019 – duety mieszane technicznie
Duety mieszane technicznie – jedna z konkurencji rozgrywanych w ramach pływania artystycznego, podczas mistrzostw świata w pływaniu w 2019. Eliminacje odbyły się 13 lipca, a finał został rozegrany 15 lipca.
Do eliminacji zgłoszonych zostało dziewięć par, wszystkie z nich uzyskały awans do finałowej rywalizacji.
Zawody w tej konkurencji wygrali reprezentanci Rosji Majia Gurbanbierdijewa i Aleksandr Malcew. Drugą pozycję zajęli zawodnicy z Włoch Manila Flamini i Giorgio Minisini, trzecią zaś reprezentujący Japonię Yumi Adachi i Atsushi Abe.

## Wyniki
| Miejsce | Zawodnicy                                | Państwo           | Eliminacje | Eliminacje | Finał   | Finał   |
| Miejsce | Zawodnicy                                | Państwo           | Wynik      | Miejsce    | Wynik   | Miejsce |
| ------- | ---------------------------------------- | ----------------- | ---------- | ---------- | ------- | ------- |
| 01 !    | Majia Gurbanbierdijewa Aleksandr Malcew  | Rosja             | 91,5878    | 1.         | 92,0749 | 1.      |
| 02 !    | Manila Flamini Giorgio Minisini          | Włochy            | 90,3829    | 2.         | 90,8511 | 2.      |
| 03 !    | Yumi Adachi Atsushi Abe                  | Japonia           | 88,2948    | 3.         | 88,5113 | 3.      |
| 4.      | Natalia Vega Bill May                    | Stany Zjednoczone | 86,3969    | 4.         | 86,9235 | 4.      |
| 5.      | Zhang Yayi Shi Haoyu                     | Chiny             | 85,2740    | 5.         | 85,5881 | 5.      |
| 6.      | Emma García Pau Ribes                    | Hiszpania         | 83,7049    | 6.         | 84,4015 | 6.      |
| 7.      | Giovana Stephan Renan Souza              | Brazylia          | 78,1404    | 7.         | 79,4495 | 7.      |
| 8.      | Jennifer Cerquera Gustavo Sánchez        | Kolumbia          | 76,1453    | 8.         | 77,5388 | 8.      |
| 9.      | Ajgierim Issajewa Ołżas Machanbietijarow | Kazachstan        | 71,7055    | 9.         | 72,2398 | 9.      |